# Mol (Voïvodine)
Pour les articles homonymes, voir Mol.
Mol (en serbe cyrillique : Мол ; en hongrois : Mohol) est une ville de Serbie située dans la province autonome de Voïvodine. Elle fait partie de la municipalité d'Ada dans le district du Banat septentrional. Au recensement de 2011, elle comptait 5 920 habitants.

## Démographie

### Évolution historique de la population
| 1948  | 1953  | 1961  | 1971  | 1981  | 1991  | 2002  | 2011  |
| ----- | ----- | ----- | ----- | ----- | ----- | ----- | ----- |
| 8 275 | 8 121 | 8 097 | 8 128 | 7 950 | 7 522 | 6 786 | 5 920 |

|  |

## Personnalités
Le peintre serbe Novak Radonić (1826-1890) est né à Mol. L'écrivain, metteur en scène et académicien Pavle Ugrinov (1926-2007) est lui aussi originaire de la ville.